# Pra Chao Sua
Pra Chao Sua foi um monarca tailandês que vagou o Reino de Aiutaia disfarçado, desafiando todos os cantos em disputas de muay thai, e permanecendo invicto por sete anos. Muitas das técnicas de seu método pessoal de combate tornaram-se a base do moderno muay thai. Também conhecido por "Rei Tigre", foi um lutador de muay thai, desporto este que floresceu sob o seu reinado. Pra Chao Sua estudou detalhadamente esta arte marcial, tornando-se famoso por viajar disfarçado por todas as regiões do seu reino para participar em competições de muay thai, passando-se despercebido. Durante este período de paz, no século XVII, o muay thai tornou-se parte fulcral do treino e divertimento, não só do exército tailandês, como também do povo.